# Taxithelium laevifolium
Taxithelium laevifolium là một loài rêu trong họ Sematophyllaceae. Loài này được (Mitt.) Broth. mô tả khoa học đầu tiên năm 1908.